# Lịch Do Thái
Lịch Hebrew (הלוח העברי ha'luach ha'ivri), hoặc lịch Do Thái, là một hệ thống lịch ngày nay được sử dụng chủ yếu là để xác định các ngày lễ tôn giáo của người Do Thái. Hệ thống lịch này xác định các ngày nghỉ lễ của người Do Thái như Torah, yahrzeits (ngày để tưởng niệm cái chết của người thân), và đọc Thánh Vịnh hàng ngày, và nhiều ứng dụng nghi lễ khác. Tại Israel, hệ thống lịch này là lịch chính thức cho các mục đích dân sự và là các mốc thời gian cho ngành nông nghiệp.
Ban đầu lịch Hebrew của người Do Thái đã được sử dụng cho tất cả các mục đích cuộc sống hàng ngày, nhưng sau các cuộc chinh phục Jerusalem của Pompey vào năm 20, người Do Thái đã bắt đầu bổ sung theo lịch dân sự, đã được ra sắc lệnh trong 45 trước Công nguyên, các vấn đề dân sự chẳng hạn như việc nộp thuế và các giao dịch với các quan chức chính phủ.
Lịch Do Thái đã phát triển qua thời gian. Ví dụ, cho đến các tháng đã được thiết lập dựa trên việc quan sát một mặt trăng lưỡi liềm mới, với một tháng bổ sung thêm vào mỗi hai hoặc ba năm để giữ lễ Vượt Qua vào mùa xuân, một lần nữa dựa trên quan sát các sự kiện tự nhiên, cụ thể là các quá trình chín của lúa mạch cho đến giai đoạn "Aviv" (gần chín vụ). Từ 20 đến 24 hệ thống này đã được di dời theo các quy tắc toán học. Các nguyên tắc và quy định dường như đã được giải quyết thời gian Maimonides biên soạn các Torah Mishneh trong thế kỷ 12.